# Tiffany Evans
Tiffany Evans (ur. 4 sierpnia 1992 w Bronksie) – amerykańska piosenkarka i autorka tekstów.

## Dyskografia

### Albumy
| 2004 | Tiffany Evans EP - Pierwszy album studyjny - Data wydania: 2004 - Format: CD | –   | –  |
| 2008 | Tiffany Evans - Drugi album studyjny - Data wydania: 2007 - Format: CD       | 134 | 20 |

### Single
| 2004 | Let Me Be Your Angel/I Want You Back | Tiffany Evans EP | –   | 93 |
| 2007 | Promise Ring                         | Tiffany Evans    | 101 | 66 |
| 2008 | I’m Grown (ft. Bow Wow)              | Tiffany Evans    | –   | 98 |

## Teledyski
| Rok  | Tytuł                                  | Z Albumu           |
| ---- | -------------------------------------- | ------------------ |
| 2004 | „Let Me Be Your Angel/I Want You Back” | Tiffany Evans (EP) |
| 2005 | „Who Am I”                             | Tarzan 2           |
| 2007 | „Promise Ring”                         | Tiffany Evans      |
| 2008 | „I’m Grown”                            | Tiffany Evans      |